# Покахонтас (окръг, Западна Вирджиния)
Окръг Покахонтас (на английски: Pocahontas County) е окръг в щата Западна Вирджиния, Съединени американски щати. Площта му е 2440 km², а населението – 8692 души (2012). Административен център е град Марлинтън.